# Фотоагентство
Фотоагентство — организация, занимающаяся продажей и коммерческим распространением изображений. К их числу относятся фотографии, иллюстрации, а также фильмы. Клиентами фотоагентств являются издательские дома, рекламные агентства, СМИ (средства массовой информации). Фотоагентства подразделяются на репортажные, новостные, документальные, модельные, стоковые. Фотоагентства могут создавать и обрабатывать фото или видео, добавлять текст, сопровождающий изображения, предлагать доступ к материалу (как бесплатно, так и платно), издавать фотокниги. Также иногда они могут проводить выставки и предлагать курсы, обучающие правилам фотографирования.

## История
Газеты и журналы начали использовать фотографии вместо штриховых рисунков в середине 1880-х годов прибегая к услугам фотографов-фрилансеров. Одна из первых крупных баз стоковых фотографий была основана в 1920 году Х. Армстронгом Робертсом. В 1936 году Отто Беттманом был основан Архив Беттмана, который по запросу предоставлял фотоконтент в такие издания, как «Look» и «Life». Рынок фотоагентств начал интенсивно формироваться в 1980-х годах в Европе и США на базе крупнейших международных информационных агентств, а затем при крупных издательских домах и медиа-холдингах. В то же время стали активно создаваться фотобанки, которые занимались определенной тематикой или специализировались на продаже работ известных фотографов.

## Список
«Magnum Photos» — первое в мире фотоагентство, ставящее своей целью распространение репортажных снимков в печати.
Его создали Анри Картье-Брессон, Роберт Капа, Джордж Роджерс и Дэвид «Чим» Сеймур 12 ноября 1947 в Париже. По легенде, именно бутылка распитого в тот вечер шампанского («magnum») послужила поводом для названия этого фотоагентства. Сейчас работать в нём — лучшее признание достижений в репортажной фотографии.
«Getty Images» — американское фотоагентство, владеет одним из крупнейших в мире банком изображений: около 70 млн фотографий. Изображения предоставляются клиентам как на основе платного (Rights Managed), так и бесплатного (Royalty Free) лицензирования. Создано в 1993 г.
«Fotolia» by Adobe — микростоковое фотоагентство; банк стоковых фотографий, изображений, векторных рисунков и видеороликов. Фотобанк специализируется на продаже изображений и видеоматериалов. Библиотека насчитывает 82 миллиона изображений, векторных рисунков, иллюстраций и видеоклипов. Создано в 2005 году в Нью-Йорке.
«VII Photo Agency» — фотоагентство представляет 18 ведущих мировых фотожурналистов и режиссёров, чья карьера охватывают 35 лет мировой истории. VII создали семь ведущих мировых фоторепортеров в 2001 году. Известное качеством своих фотографий, групповой коллективный архив агентства насчитывает более 100 000 изображений, которые являются знаковыми ориентирами конца XX века, и он продолжает расти и развиваться в новом тысячелетии.
«Европейское пресс-фотоагентство EПА» («EPA European Pressphoto Agency») — является международным агентством фотоновостей. Фотографии со всех частей мира, отображающие новости, политику, спорт, бизнес, финансы, а также искусство и культуру сделаны более чем 400 профессиональными фотографами и включены в службу фотоновостей ЕПА. Фотоагентство ЕПА включает в себя широкую сеть фотографов-сотрудников со всего мира и сеть фотоагентств, которые являются лидерами на рынке фотографии в своих странах. Создано в 1985 году.
«East News» — фотоагентству принадлежат права на продажу фотоизображений и видео-продукции известных мировых фотоагентств. За долгие годы успешной работы в издательском бизнесе, компания приобрела репутацию надежного партнера и по праву занимает лидирующие позиции на рынке. Московское отделение фотоагентства East News было основано в 1997 году. Головной офис компании находится в Варшаве (год образования 1990). В 2004 году открыто представительство в Киеве.
«Aura Photo Agency» — фотоагентство, которое на протяжении многих лет выросло и превратилось в международное агентство и компанию, которая занимается фото производством. Основано в Италии, городе Милан в 1996 году.
«Panos Pictures» — фотоагентство, представляющее международную сеть документальных фотографов, специализирующихся на глобальных социальных проблемах. Основано в Лондоне в 1986 году и принадлежит NGO, Panos Institute.
«Camera Press» — одно из лучших британских независимых фотоагентств, а также библиотека. Представляет фотографов и агентства высокого уровня по всему миру. Агентство основано в 1947 году и известно своими премиум-портретами знаменитостей и потрясающими королевскими коллекциями, но также предлагает новости, путешествия, образ жизни и прочее, а также впечатляющий исторический архив.
«NOOR» — международное фотоагентство, которое представляет собой коллективное объединение избранной группы очень опытных фотожурналистов, и фотографов, делающих документальные истории, ориентируясь на современные мировые проблемы. Главное направление работы NOOR — военные репортажи и документальные свидетельства гуманитарных катастроф. Также NOOR Foundation занимается организацией мастер-классов и семинаров по документальной фотографии. Офис находится в Амстердаме. Фотоагентство основано в 2007 году.
«Polaris Images» — фотоагентство представляет собой глобальную сеть фотографов и распространяет фотографии в медиаиндустрии во всем мире, а также медиаконтент для изданий и корпоративных клиентов в более чем 30 странах. Библиотека фотоагентства предлагает постоянно пополняемую коллекцию неподвижных и движущихся изображений, в таких областях как: новости, политика, развлечения, бизнес и другие темы, представляющие интерес, которые публикуются в журналах, газетах, книгах, а также используется на телевидении, в Интернете и в документальных фильмах. Polaris построил всемирную репутацию в индустрии редакционной фотографии, и признан как крупное независимое фотоагентство, посвященное передовому опыту и качественному обслуживанию профессионалов СМИ. Polaris также разработала успешный корпоративный отдел, обслуживающий американские и иностранные компании. Фотоагентство создано в 2002 году и базируется в Нью-Йорке.
«VU» — фотоагентство последовательно отстаивало авторские фотографии, избегая каких-то прихотей и никогда не компрометируя её этические, и эстетические решения. VU всегда устанавливал очень высокий уровень качества в своем стремлении идентифицировать, раскрывать и представлять лучших современных фотографов, не исключая какого-либо стиля или сферы деятельности, а также путем новаторства и развития новых форм коммуникации, посредством фотографии. Агентство предоставляет услуги организациям и компаниям. В их штате работает сотня фотографов, чьи работы регулярно выставляются, публикуются и награждаются самыми престижными международными призами. VU создано во Франции в 1986 году.
«AnzenbergerAgency» — фотоагентство представляет около 50 международных фотографов и художников по всему миру, и распределяет ещё 200 других фотографов. Агентство имеет быстрорастущую библиотеку цифровых изображений с более чем 250 000 изображений, доступных с помощью браузера my-picturemaxx или через веб-сайт. Фотографов регулярно отмечают и они публикуются во многих международных газетах и журналах, таких как: National Geographic, Geo, Stern, Der Spiegel, Time, New York Times, Fortune, L’Espresso, Le Figaro, El Pais и т. д., а также в корпоративной сфере многих глобальных компаний. Они награждаются многими международными призами, такими как: World Press Photo, PoY, Blurb Award, Joop Swart Masterclass и многие другие. Агентство было создано Региной Марией Анзенбергер (Regina Maria Anzenberger) в 1989 году и по-прежнему возглавляется ею. AnzenbergerAgency является одним из партнеров по сотрудничеству с Австрийской национальной библиотекой (Austrian National Library), и представляет их коллекцию произведений изобразительного искусства, в том числе работы Фердинанда Шмутцера. AnzenbergerGallery, с его разнообразной коллекцией картин, а также книжным магазином с фотокнигами и альбомами фотографов агентства, можно посетить онлайн: www.anzenbergergallery.com или лично в Вене.
«Contrasto» — фотоагентство, чьи корреспонденты, помимо своего тесного контакта с миром информации и культуры, позволяют Contrasto быть лидером в области авторской фотографии. Его обширный спектр деятельности (производство и распространение изображений для журналистики, рекламы и имиджевого консалтинга, мода и публикации, архивы, доступные в Интернете) гарантируется различными ресурсами, из которых он извлекается. В первую очередь это Magnum Photos — престижное агентство, основанное Робертом Капой и Анри Картье-Брессоном. Contrasto также является важным издательством, работающим над реализацией фотографических книг и экспонатов, в сотрудничестве с государственными и частными учреждениями Италии. По сути, высокий уровень фотографов агентства сводится к галерее уникальных изображений, подходящих для коллекционирования. Основано в 1986 году.
«Ostkreuz» — известное берлинское фотоагентство, владеющее в том числе одной из признанных, негосударственных фотошкол в Берлине, где часть фотографов агентства занимается преподавательской деятельностью. Название фотоагентства происходит от названия одного из вокзалов Берлина, который по направлению всех железнодорожных линий напоминает розу ветров, он является центром соединения путей по всем направлениям. Так Ostkreuz стал отправной точкой, из которой фотографы могли бы начать свои фотопутешествия в любом направлении. Агентство было основано в 1990 году семью известными немецкими фотографами: Сибилле Бергеман, Ута Малер, Вернер Малер, Енц Рётш, Харальд Хаусвальд, Томас Зендберг и Хальф Циммерманн. Уже во времена ГДР, часть их была признана ведущими мастерами фотографии. Публикации в важнейших мировых изданиях, выставочная и преподавательская деятельность фотографов Ostkreuz, а также монографии её участников, сделали его одним из авторитетных фотоагентств мира. Примером фотографического языка и организации Ostkreuz, в период его основания, было парижское агентство Magnum. В фотоагентстве работают как начинающие фотографы, так и всемирно признанные мастера фотографии. Основное направление фотоагентства — авторская документальная фотография и фотожурналистика. Наряду с повседневной редакционной деятельностью, Ostkreuz активно работает над большими документальными и выставочными проектами.